# Ronnie Dyson
Ronnie Dyson (* 5. Juni 1950 in Washington, D.C.; † 10. November 1990 in Philadelphia, Pennsylvania) war ein amerikanischer Pop- und R&B-Sänger. Von 1970 bis 1983 veröffentlichte er sieben Studioalben, seine größten Hits sind (If You Let Me Make Love to You Then) Why Can’t I Touch You? und I Don’t Wanna Cry (beide 1970) sowie The More You Do It (The More I Like It Done to Me) (1976).

## Biografie
Dyson lebte in Brooklyn (New York) und sang als Kind Gospel in Kirchen. Später gehörte er zum Original Broadway Cast des Musicals Musical Hair und wurde Leadsänger des Titels Aquarius, der bei RCA als Single erschien. 1969 unterschrieb er einen Plattenvertrag bei Columbia. Das aus dem Off-Broadway-Musical Salvation stammende Lied (If You Let Me Make Love to You Then) Why Can’t I Touch You? wurde 1970 zum Top-Ten-Hit in den amerikanischen Pop- und R&B-Charts. Mit I Don’t Wanna Cry folgte im selben Jahr ein zweiter R&B-Top-10-Hit. Bis 1978 erreichten acht weitere, bei Columbia erschienene Lieder Platzierungen in den US-Charts, darunter das 1976 veröffentlichte Stück The More You Do It (The More I Like It Done to Me), das zu Dysons drittem und letztem R&B-Top-10-Erfolg wurde.
Anfang der 1980er Jahre wechselte Dyson zum Label Cotillion, hatte aber nur noch drei kleinere Erfolge. Lediglich All Over Your Face aus dem Sommer 1983 erklomm auf Platz 23 der R&B- und Platz 16 der Dance-Charts höhere Platzierungen. Seine letzte Solosingle ist See the Clown aus dem Jahr 1990. Noch im selben Jahr verstarb er an den Folgen eines Herzinfarkts. 1991 schaffte es Are We So Far Apart?, ein Duett mit Vicki Austin, posthum auf untere Plätze der R&B-Hitparade.

## Diskografie

### Studioalben
| Jahr | Titel Musiklabel Katalog-Nr.                                                | Höchstplatzierung, Gesamtwochen, AuszeichnungChartplatzierungen (Jahr, Titel, Musiklabel Katalog-Nr., Platzierungen, Wochen, Auszeichnungen, Anmerkungen) | Höchstplatzierung, Gesamtwochen, AuszeichnungChartplatzierungen (Jahr, Titel, Musiklabel Katalog-Nr., Platzierungen, Wochen, Auszeichnungen, Anmerkungen) | Höchstplatzierung, Gesamtwochen, AuszeichnungChartplatzierungen (Jahr, Titel, Musiklabel Katalog-Nr., Platzierungen, Wochen, Auszeichnungen, Anmerkungen) | Anmerkungen                                                                         |
| Jahr | Titel Musiklabel Katalog-Nr.                                                | UK | US | R&B | Anmerkungen                                                                         |
| ---- | --------------------------------------------------------------------------- | --- | --- | --- | ----------------------------------------------------------------------------------- |
| 1970 | (If You Let Me Make Love to You Then) Why Can’t I Touch You? Columbia 30223 | — | US55 (18 Wo.)US | R&B12 (21 Wo.)R&B | Erstveröffentlichung: August 1970 Supervisor: Warren Vincent                        |
| 1973 | One Man Band Columbia 32211                                                 | — | US142 (7 Wo.)US | R&B34 (8 Wo.)R&B | Erstveröffentlichung: März 1973 Produzenten: Thom Bell, Billy Jackson, Stan Vincent |
| 1976 | The More You Do It Columbia 34350                                           | — | — | R&B30 (5 Wo.)R&B | Erstveröffentlichung: Oktober 1976 Produzenten: Marvin Yancy, Chuck Jackson         |
| 1977 | Love in All Flavors Columbia 34866                                          | — | — | R&B45 (6 Wo.)R&B | Erstveröffentlichung: Oktober 1977 Produzenten: Marvin Yancy, Chuck Jackson         |
| 1983 | Brand New Day Cotillion 90119                                               | — | — | R&B53 (4 Wo.)R&B | Erstveröffentlichung: Oktober 1983 Produzent: Butch Ingram                          |

Weitere Studioalben
- 1979: If the Shoe Fits (Columbia 36029)
- 1982: Phase 2 (Cotillion 5234)

### Kompilationen
- 1995: Constantly (Hot Productions, Inc. 6697)
- 1995: His All Time Golden Classics (Collectables 5648 / Sony Music 26280)
- 1996: Soul Session (Hallmark 303072)
- 2014: Lady in Red: The Columbia Sides Plus (SoulMusic 5125)

### Singles
| Jahr | Titel Album                                                                    | Höchstplatzierung, Gesamtwochen, AuszeichnungChartplatzierungen (Jahr, Titel, Album, Platzierungen, Wochen, Auszeichnungen, Anmerkungen) | Höchstplatzierung, Gesamtwochen, AuszeichnungChartplatzierungen (Jahr, Titel, Album, Platzierungen, Wochen, Auszeichnungen, Anmerkungen) | Höchstplatzierung, Gesamtwochen, AuszeichnungChartplatzierungen (Jahr, Titel, Album, Platzierungen, Wochen, Auszeichnungen, Anmerkungen) | Höchstplatzierung, Gesamtwochen, AuszeichnungChartplatzierungen (Jahr, Titel, Album, Platzierungen, Wochen, Auszeichnungen, Anmerkungen) | Anmerkungen                                                                            |
| Jahr | Titel Album                                                                    | UK | US | R&B | Dance | Anmerkungen                                                                            |
| ---- | ------------------------------------------------------------------------------ | --- | --- | --- | --- | -------------------------------------------------------------------------------------- |
| 1970 | (If You Let Me Make Love to You Then) Why Can’t I Touch You?                   | — | US8 (14 Wo.)US | R&B9 (13 Wo.)R&B | — | Erstveröffentlichung: 20. Februar 1970 Autoren: C. C. Courtney, Peter Link             |
| 1970 | I Don’t Wanna Cry (If You Let Me Make Love to You Then) Why Can’t I Touch You? | — | US50 (8 Wo.)US | R&B9 (9 Wo.)R&B | — | Erstveröffentlichung: Oktober 1970 Autoren: Chuck Jackson, Luther Dixon                |
| 1971 | When You Get Right Down to It One Man Band                                     | UK34 (6 Wo.)UK | US94 (2 Wo.)US | R&B37 (6 Wo.)R&B | — | Erstveröffentlichung: 14. Mai 1971 Autor: Barry Mann Original: The Delfonics, 1970     |
| 1973 | One Man Band (Plays All Alone) One Man Band                                    | — | US28 (13 Wo.)US | R&B15 (9 Wo.)R&B | — | Erstveröffentlichung: 24. Januar 1973 Autoren: Linda Creed, Thom Bell                  |
| 1973 | Just Don’t Want to Be Lonely One Man Band                                      | — | US60 (7 Wo.)US | R&B29 (12 Wo.)R&B | — | Erstveröffentlichung: 11. Mai 1973 Autoren: Vinnie Barrett, Bobby Eli, John Freeman    |
| 1974 | We Can Make It Last Forever                                                    | — | — | R&B62 (8 Wo.)R&B | — | Erstveröffentlichung: April 1974 Autoren: Henry Cosby, Jeanette Harris, Ruth Glover    |
| 1976 | The More You Do It (The More I Like It Done to Me) The More You Do It          | — | US62 (12 Wo.)US | R&B6 (22 Wo.)R&B | — | Erstveröffentlichung: Juni 1976 Autoren: Marvin Yancy, Chuck Jackson                   |
| 1976 | (I Like Being) Close to You The More You Do It                                 | — | — | R&B75 (7 Wo.)R&B | — | Erstveröffentlichung: November 1976 Autoren: Marvin Yancy, Chuck Jackson               |
| 1977 | Don’t Be Afraid Love in All Flavors                                            | — | — | R&B30 (16 Wo.)R&B | — | Erstveröffentlichung: September 1977 Autoren: Marvin Yancy, Chuck Jackson              |
| 1978 | Ain’t Nothing Wrong Love in All Flavors                                        | — | — | R&B77 (3 Wo.)R&B | — | Erstveröffentlichung: Januar 1978 Autoren: Marvin Yancy, Chuck Jackson                 |
| 1982 | Bring It on Home Phase 2                                                       | — | — | R&B66 (6 Wo.)R&B | — | Erstveröffentlichung: März 1982 Autoren: Eltesa Weathersby, Frank Fuchs, Gavin Spencer |
| 1982 | Heart t Heart Phase 2                                                          | — | — | R&B57 (10 Wo.)R&B | — | B-Seite von Bring It on Home Autoren: Charles Williams, Eban Kelly                     |
| 1983 | All Over Your Face Brand New Day                                               | — | — | R&B23 (13 Wo.)R&B | Dance16 (11 Wo.)Dance | Erstveröffentlichung: August 1983 Autor: Butch Ingram                                  |
| 1991 | Are We So Far Apart? Constantly                                                | — | — | R&B79 (5 Wo.)R&B | — | Erstveröffentlichung: September 1991 mit Vicki Austin Autor: Butch Ingram              |

grau schraffiert: keine Chartdaten aus diesem Jahr verfügbar
Weitere Singles
- 1969: Aquarius (als Ronald Dyson and Company)
- 1969: God Bless the Children (als Ron Dyson)
- 1971: A Wednesday in Your Garden
- 1972: Jesus Is Just Alright
- 1973: I Think I’ll Tell Her
- 1975: Lady in Red
- 1978: Sara Smile
- 1979: Couples Only
- 1979: If the Shoe Fits (Dance in It)
- 1983: You Better Be Fierce
- 1987: Constantly
- 1990: See the Clown